# آنابل مدینا گاریگوس
آنابل مدینا گاریگوس (اسپانیایی: Anabel Medina Garrigues‎؛ زاده ۳۱ ژوئیهٔ ۱۹۸۲) یک تنیس‌باز اهل اسپانیا است.